# Forêt classée de la Sota
La forêt classée de la Sota est une zone protégée au Bénin. Elle a été officiellement protégée le 16 mai 1947. Elle se trouve dans le nord-est du pays, dans la commune de Kandi, qui fait partie du département de l'Alibori. Cette forêt est traversée par la rivière Sota, qui est un affluent du fleuve Niger sur sa rive droite. C’est cette rivière qui a donné son nom à la forêt.

## Milieu physique
La forêt de la Sota est faite de forêt claire, avec des arbres espacés, et de savane boisée, avec de l’herbe et quelques arbres. Une grande partie de cette zone est utilisée pour l’agriculture et pour faire paître les animaux. 

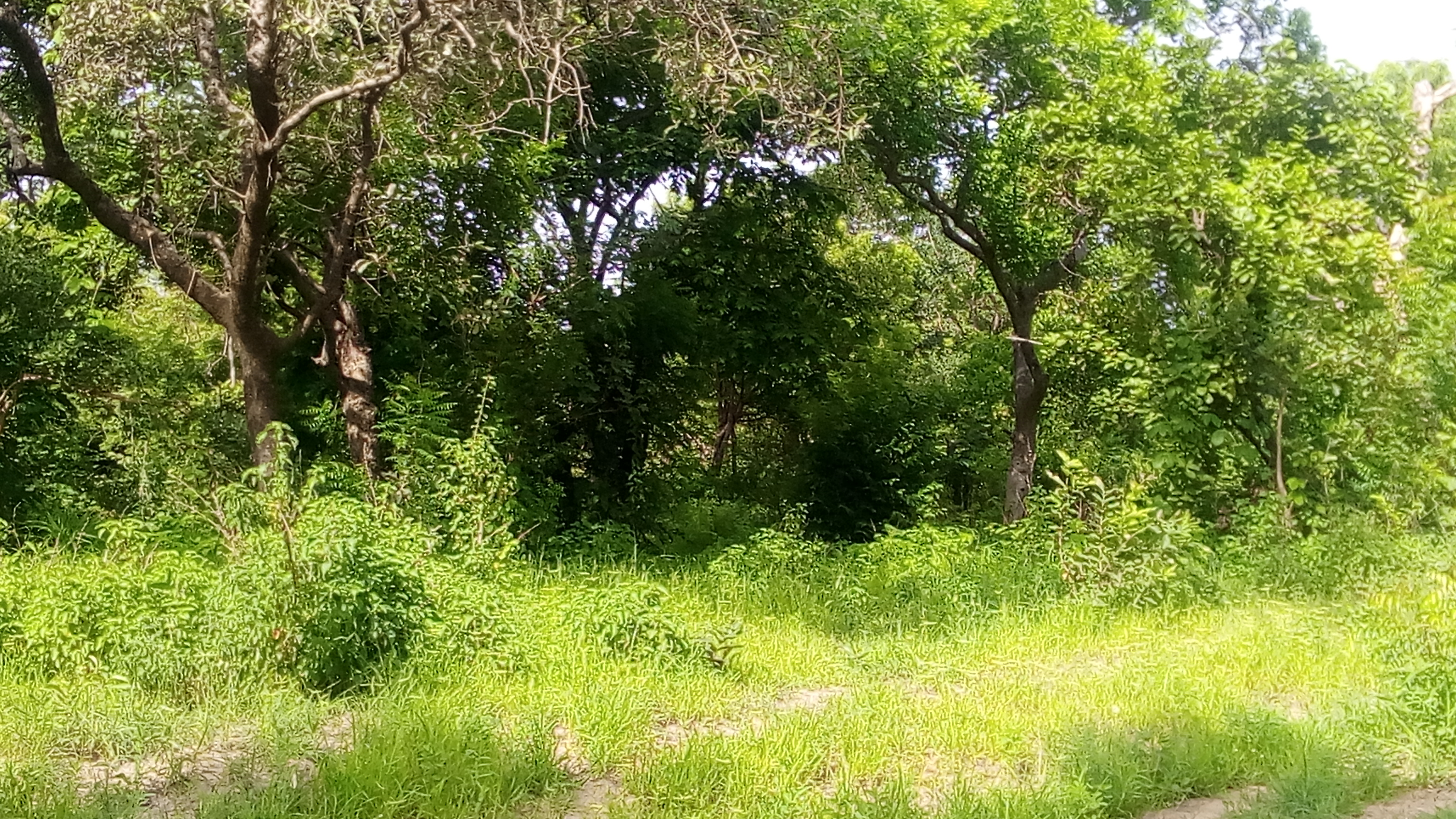

Types de sols
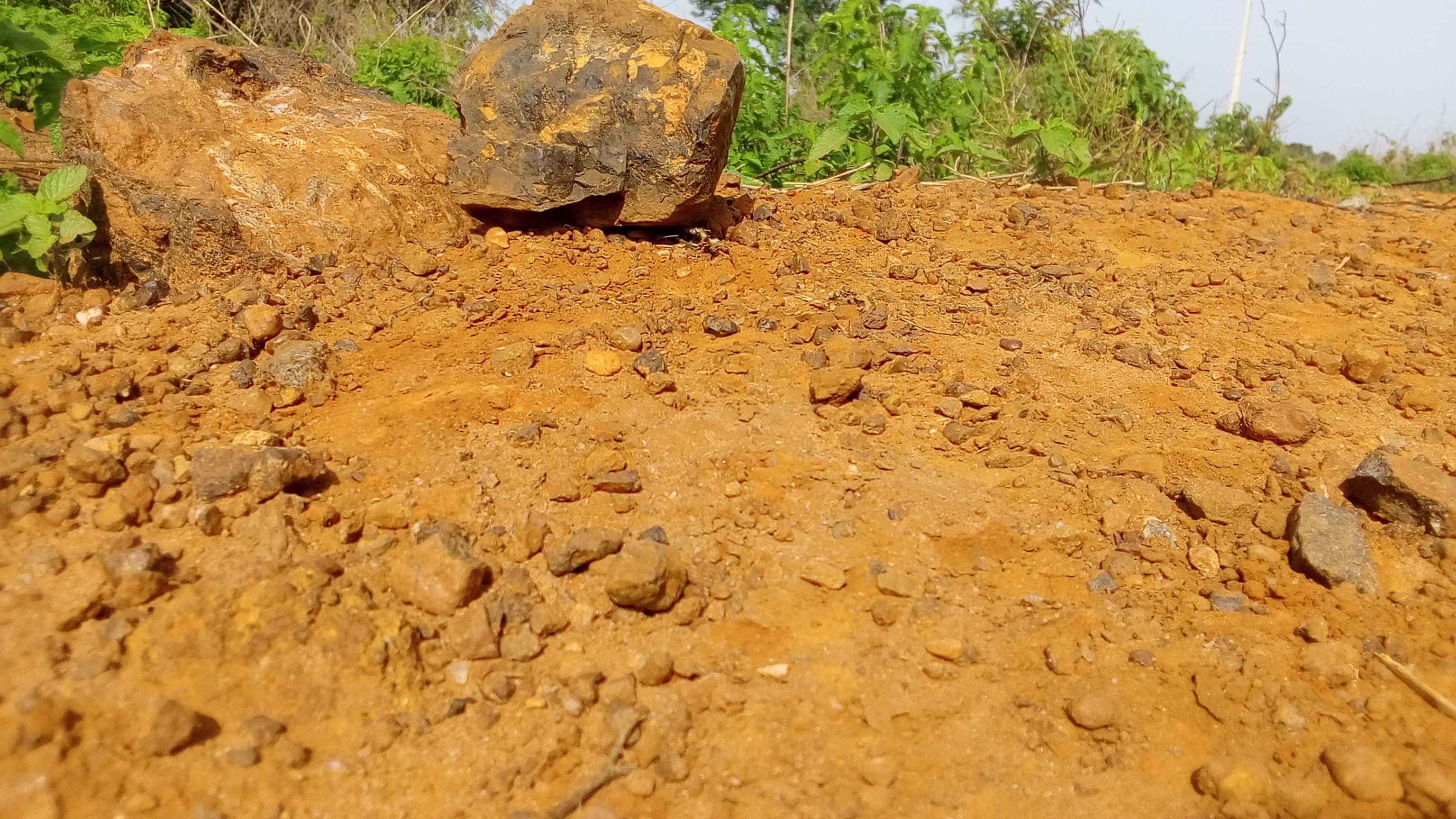
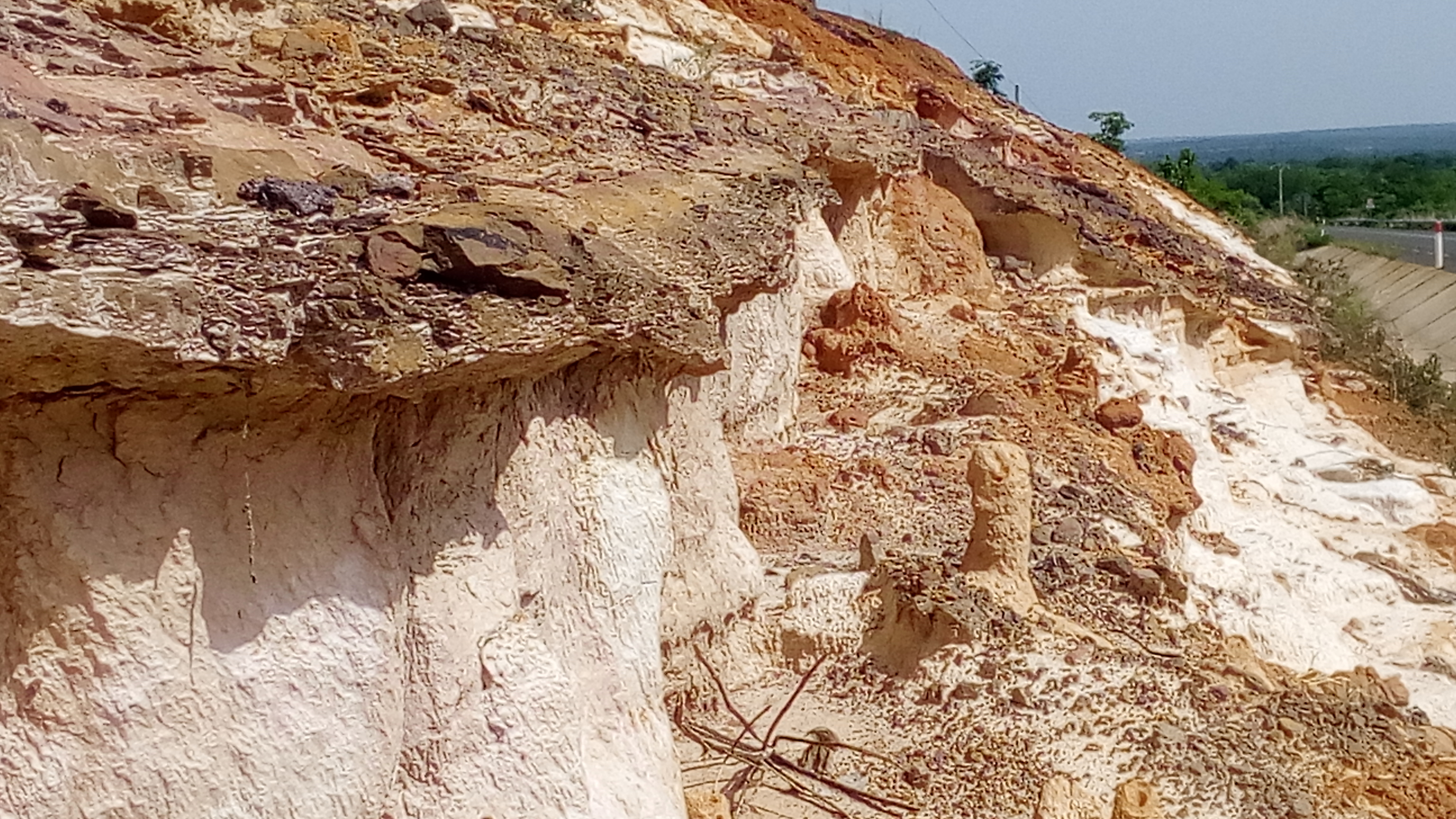

Végétation
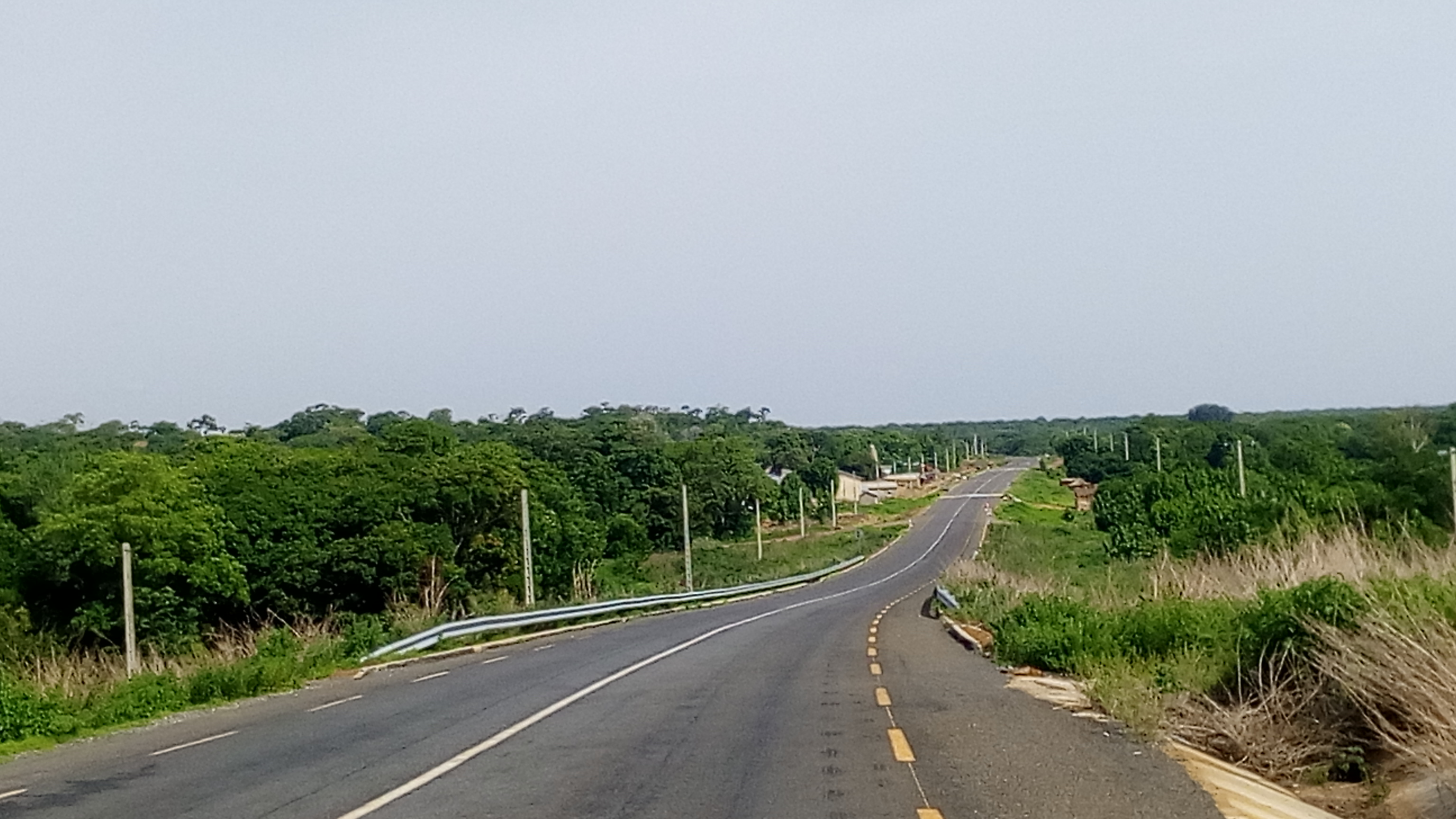
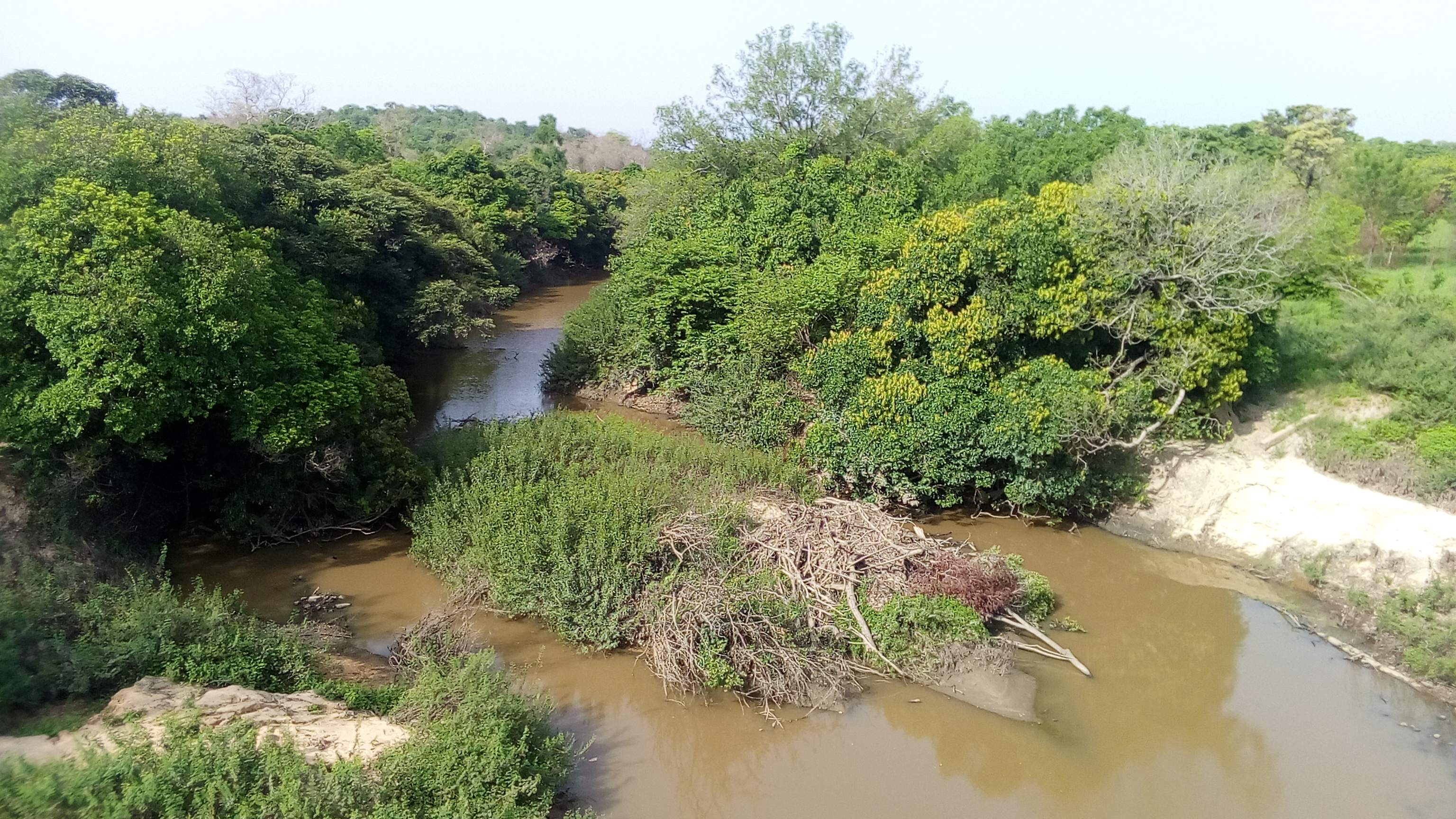
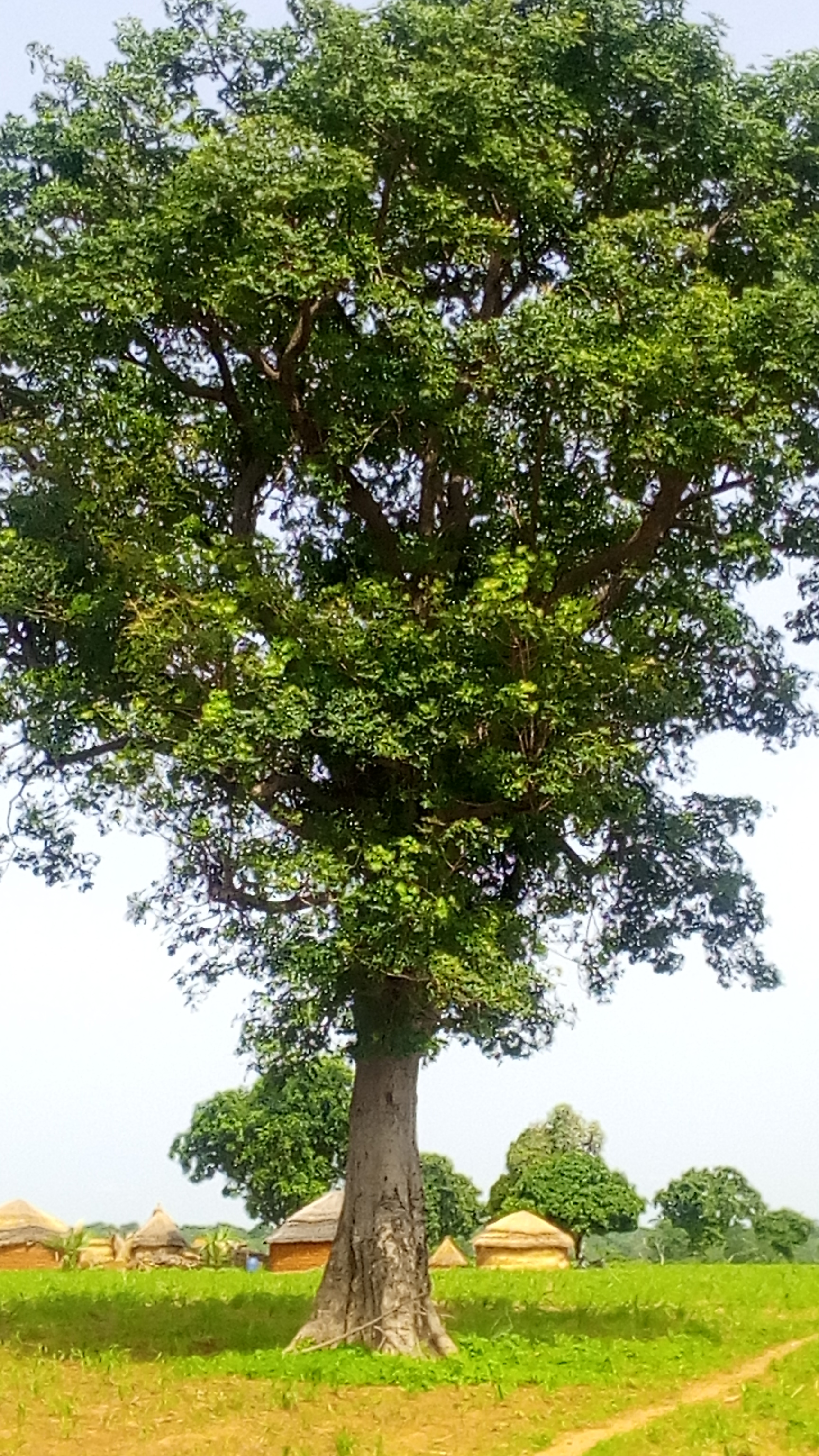
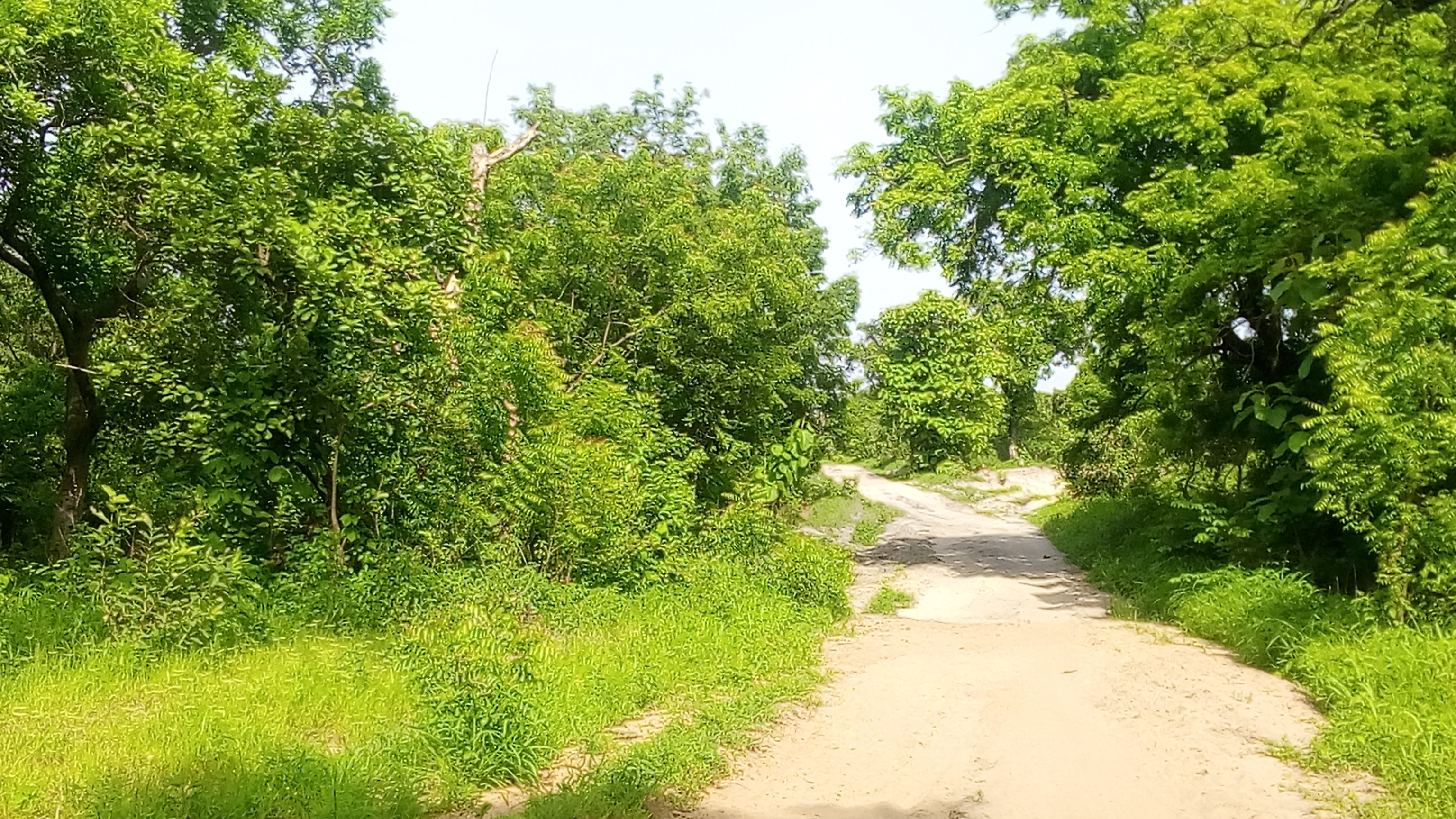

## Faune
En 1952, on voyait encore des éléphants dans la forêt de la Sota, mais comme dans la forêt de Goungoun, les animaux sont devenus moins nombreux. Aujourd’hui, on peut encore y trouver des hippotragues, des lycaons, des hyènes tachetées, des panthères et des civettes. La viande de certains de ces animaux est vendue sur les marchés environnants. 
La faune aquatique comprend surtout des Tilapia et des silures.

### Note
- (fr) Cet article est partiellement ou en totalité issu de l’article de Wikipédia en français intitulé « Forêt classée de la Sota » (voir la liste des auteurs).